# Masarykovo demokratické hnutí
Masarykovo demokratické hnutí je nepolitické občanské sdružení (dle občanského zákoníku z roku 2012 zapsaný spolek), které bylo založeno v listopadu 1989 za přímé účasti Václava Havla, Alexandra Dubčeka a Emila Ludvíka, jednoho z posledních tajemníků prezidenta Edvarda Beneše, sestavením a podepsáním deklarace hnutí.  Hlavním úkolem jeho činnosti (přednáškové, výstavní, vzdělavatelské, publikační a vydavatelské) tehdy bylo, aby se etické, morální a humanitní ideje Tomáše Garrigue Masaryka staly nedílnou součástí nově vznikající demokratické společnosti.

## Historie
Ustavující shromáždění se za účasti zakládajících členů, sdělovacích prostředků a významných osobností sešlo 24. května 1990 ve velkém sále paláce Sylva-Taroucca (tehdy Klub školství Na Příkopě 10) a zvolilo předsedou MDH doktora Emila Ludvíka. Václav Havel a Alexandr Dubček podepsali "Deklaraci MDH", sloužící jako první zakládací dokument, sestavenou převážně Emilem Ludvíkem, již v listopadu 1989. Od té doby tam bylo sídlo a sekretariát Masarykova demokratického hnutí (Na příkopě 852/10, 110 00 Praha 1). Ještě v roce 1990 přijala čestné členství (členství MDH) řada světových osobností (např. George Bush starší, Margaret Thatcherová, Chajim Herzog, François Mitterrand). Prezident Spojených států amerických za udělené čestné členství z Bílého domu poděkoval 19. prosince 1990 osobními dopisy předsednictvu MDH v češtině i angličtině. O deset let později přijal „Čestnou medaili T. G. Masaryka“ MDH prezident George Walker Bush mladší. Z našich osobností přijali tehdy (1990) čestné členství např. Rafael Kubelík,  Rudolf Firkušný, Anna Masaryková, Herberta Masaryková, Vlasta Chramostová, kardinál František Tomášek, Radim Palouš, Alexander Dubček a Václav Havel. Aktivním členem byl od samého počátku i kníže Karel Schwarzenberg a také jeho předchůdce ve funkci ministra zahraničí Jiří Dienstbier starší
Prezident Václav Havel v roce 1993 a v roce 1995 zahájil za účasti vnuček T. G. Masaryka (Anny a Herberty) dvě významné výstavy, pořádané Masarykovým demokratickým hnutím v Praze na Národní třídě, které zhlédlo každou okolo 50 tisíc zájemců (Herbert Masaryk, T. G. Masaryk – člověk a umění). Vnučky prezidenta Masaryka intenzívně spolupracovaly s výstavní komisí Masarykova demokratického hnutí při přípravě obou expozicí a také zapůjčily některé exponáty (obraz „David a Goliáš“ Herberta Masaryka, čepici TGM a další). Obě výstavy byly doprovázeny podvečery se známými spisovateli (Pavel Tigrid, František Kožík, František Nepil, František Kautman, Miloslav Švandrlík, Jiří Stránský, Vladimír Škutina), herci (Svatopluk Beneš, Josef Abrhám, Radovan Lukavský) a dalšími umělci (Karel Berman, Karel Čáslavský, Rudolf Pellar, Vlastimil Venclík, Milan Maryška, konferenciér Jan Pixa). Byla zahájena též vydavatelská činnost publikací z Masarykova okruhu (Charlotta Masaryková: O Bedřichu Smetanovi, Karel Čapek: Nové Hovory s TGM, Emil Ludwig: Duch a čin, Viktor Fischl: Hovory s Janem Masarykem, Jan Herben: Proti proudu, Karel Čapek: Čtení o TGM, Ivan Herben, V. Thiele, K. Čapek: Úsměvy T. G. Masaryka, Jarmila Kaloušová: S prezidentem v Lánech, Milan Machovec: Tomáš G. Masaryk, Albert Pražák: T. G. Masaryk, Jaromír Doležal a kol.: Člověk Masaryk, T. G. Masaryk ve fotografii, Alois Kadlec: Prostřeno pane prezidente, Vítězslav Houška: T. G. Masaryk známý a neznámý, Vratislav Preclík: Masaryk a legie, Miroslav M. Hlaváč: Čeští mafiáni 1914–1918 a další).
V letech 1990 až 1998 se členové předsednictva MDH (František Morkes, Vratislav Preclík a další), krom přípravy výstav, moderování doprovodných programů a uvádění besed, účastnili svými příspěvky čtyř celostátních konferencí spolupořádaných Evropským hnutím v ČR, Univerzitou Karlovou (1990–1998) a Masarykovou univerzitou (1995) „Evropské hodnoty demokracie a výchovy po zkušenostech s totalitou“. Významné byly i kulturní podvečery MDH v divadle Kolowrat, ve spolupráci s Národním divadlem v Praze (Jan Kačer). V programu k 80. výročí příjezdu prezidenta Masaryka do Prahy, který uváděl místopředseda MDH Vratislav Preclík 21. prosince 1998, vystoupili také Jiří Suchý a Jitka Molavcová. Masarykovo demokratické hnutí se též účastnilo, jako kolektivní člen Evropského hnutí v ČR, třídenní mezinárodní konference k stému výročí Hilsnerova polenského procesu, konané pod záštitou Židovského muzea v Praze na Karlově univerzitě ve dnech 24. až 26. listopadu 1999.
Rozvíjela se spolupráce s dalšími demokratickými organizacemi (Masarykova společnost, předsedkyně Jana Seifertová, Společnost dr. Edvarda Beneše, předsedkyně Věra Olivová, Československá obec legionářská, předseda Tomáš Sedláček aj.).

### Časopis
Podařilo se obnovit časopis ČAS (založený Janem Herbenem s podporou T. G. Masaryka roku 1886) v původním formátu. Paralelně byly využívány rovněž další deníky, zejména Lidová demokracie, jejíž šéfredaktor "skautský vůdce" dr. Jiří Navrátil byl členem hlavního výboru MDH. Započala i činnost přednášková, publikační a vydavatelská (práce na Projektu „Šíření myšlenkového, kulturního a společenského odkazu T. G. Masaryka dnešku“). Již od roku 1990 probíhaly také vyzvané přednášky o životě a díle T. G. Masaryka na středních školách (Dr. Zdeněk Koňák, doc. Vratislav Preclík, doc. Bořivoj Petrák) i s využitím videoprojekce Karla Čáslavského a Milana Maryšky. Od roku 1993 byly tyto kulturní akce dokumentovány zajímavými články v časopise Čas.
Na počátku devadesátých let se akce MDH objevovaly často ve sdělovacích prostředcích včetně rozhlasu a televize (výstavy, Lány, snaha o postavení pomníku T. G. Masaryka v Praze) nejen dík přímé podpoře Václava Havla, ale i dalších představitelů, kteří se stali členy Masarykova demokratického hnutí (kancléř Karel Schwarzenberg, ministři Pavel Klener, Milan Adam, Jiří Dienstbier, Josef Lux, Antonín Baudyš, předsedkyně České národní rady Dagmar Burešová, ministr zahraničních věcí Jaroslav Šedivý, Jiří Horák, Ivana Janů, Zuzana Roithová a další). Obě výstavy, které zahajoval prezident Václav Havel (1993 Český malíř Herbert Masaryk, 1995 – T. G. Masaryk – člověk a umění) umělecky garantoval také ředitel Národní galerie profesor Jiří Kotalík.
Tradiční časopis „ČAS“ byl strukturován kromě aktuálních příspěvků do několika pravidelných rubrik („Literární soutěž žáků základních a středních škol a gymnázií“, „Soutěž TGM, život, dílo a odkaz pro současnost a budoucnost – práce studentů“, „Střípky z mozaiky“, „Řekli o TGM“, „Myšlenky TGM“) a v roce 2016 předseda redakční rady Vratislav Preclík zavedl rovněž rubriku „hledání mostů přes řeku času, právě před sto lety“.  Od roku 2022 se zavedlo pravidelné úvodní "Slovo předsedy" Masarykova demokratického hnutí. Nezapomnělo se také na zakladatele MDH a prvního českého prezidenta.
Úspěšně pokračovala knižní vydavatelská činnost v rámci edice Masarykovy knižnice „Hlas“. Došlo i na vydávání nejlepších odměněných žákovských prací literární soutěže "Masaryk do škol" nejen v časopise Čas., nýbrž i v samostatných knižních sbornících.

### První sněm MDH
Od května 1990, kdy se sešlo v Paláci Sylva Tarucci v Praze ustavující shromáždění, bylo MDH řízeno předsedou, předsednictvem a zvoleným Hlavním výborem. Byla ustavena komise pro uspořádání prvního celostátního sjezdu (sněmu) MDH. V roce 1995 se v sále Ministerstva obrany v Tychonově ulici sešel první sněm Masarykova demokratického hnutí (přes 200 delegátů), který potvrdil dr. Emila Ludvíka jako předsedu a zvolil první místopředsedy (prof. Milana Machovce, dr. Josefa Patejdla, doc. Vratislava Preclíka, dr. Egona Lánského). Řídícím sněmu byl dr. Antonín Sum.
Na sněmu promluvili též představitelé pozvaných demokratických organizací a společností, České obce Sokolské, Českého junáka, Klubu dr. Milady Horákové, Českého svazu bojovníků za svobodu, Konfederace politických vězňů, Společnosti Jana Masaryka, Svazu PTP, Společnosti dr. Edvarda Beneše a Masarykovy společnosti. Za Československou obec legionářskou pronesl zajímavý projev, vztahující se k tradici Masarykových legionářů, generál Tomáš Sedláček.

### Podvečery Masarykova demokratického hnutí
Původní pořady MDH, které po změnách v paláci Na Příkopě 10 (tam byly původní podvečery ve fungujícím kinosále) se konaly na Novotného lávce v Klubu techniků s osobnostmi zabývajícími se TGM (Ján Mlynárik, Jaroslav Opat, „prezidentův vězeň“ Vladimír Škutina, Petr Pithart, Pavel Pecháček, Pavel Tigrid, ale také herci Vlasta Chramostová, Rudolf Hrušínský, Radovan Lukavský a další), byly nahrazeny divadelními pořady ve spolupráci s Národním divadlem, jako podvečery v divadle Kolowrat, později opět v Klubu techniků v Praze 1 (Jan Kačer, Taťana Fischerová, Nina Divíšková, Václav Benda, Svatopluk Beneš, Josef Dolista, Richard Honzovič, Miroslav Horníček, Olga Čuříková, Rudolf Pellar, Jan Petránek, Jiří Suchý, Tomáš Halík, Karel Hvížďala, Ivan Medek, Jitka Molavcová, Vladimír Preclík, Zlata Fořtová a Vratislav Preclík s poutavým vyprávěním o Masarykových legionářích, Martin Mejstřík, Zdeněk Mahler, Milan Machovec, Miloš Pojar, Ilja Pravda, Miloš Rejchrt, Vlastimil Venclík, Jiří Všetečka, Prokop Tomek, Zdeněk Svěrák, Toman Brod, Vlasta Chramostová, Daniel Kroupa, Jan Šolc, Richard Honzovič a další). Vzhledem k tomu, že předseda dr. Ludvík byl hudebník, pracovala v předsednictvu a tehdejším hlavním výboru MDH i řada dobrých hudebníků (dr. Miloslav Malý, Miroslav Ducháč, prof. Luboš Sluka, Ivan Štědrý) a v pořadech vystupovala řada hudebních těles (Panochovo kvarteto, Wihanovo kvarteto, Smetáčkovci) i sólistů (Jaroslav Svěcený, Václav Snítil, Marie Synková).

### Čestné medaile
Od roku 1997 udělovalo předsednictvo Masarykova demokratického hnutí čestné medaile T. G. Masaryka významným a zasloužilým osobnostem za věrnost jeho odkazu a jeho uskutečňování. Prvním nositelem této čestné medaile byl prezident České republiky Václav Havel, který medaili obdržel, po předchozí přípravě, za přítomnosti sdělovacích prostředků na Pražském hradě ve čtvrtek 22. května 1997. Dalšími nositeli této medaile ještě v tomto roce byli tehdejší předseda Senátu Petr Pithart, předseda Parlamentu ČR Miloš Zeman a předseda vlády Václav Klaus, kteří toto významné ocenění převzali 14. září v Sukově síni Rudolfina, u příležitosti 60. výročí úmrtí prezidenta Masaryka. Prvním nositelem tohoto uznání in memoriam je Jan Palach. Dalšími nositeli tohoto vyznamenání jsou také Jan Masaryk, Jan Patočka, Karel Kryl, Jaroslav Seifert, Pavel Tigrid, Jan Zajíc a Evžen Plocek.
Přímého televizního přenosu včetně kulturního doprovodného programu se udílení těchto uznání dočkalo 7. března 1998 z Míčovny Pražského hradu, kdy byli mimo jiné oceněni Jaroslav Šedivý, Marta Kubišová, Jiří Suchý, který se s pěknou medailí pochlubil též ve večerním televizním pořadu, Radim Palouš a místopředsedové Milan Machovec a Vratislav Preclík.
Členové předsednictva MDH byli primátorem pozvání 16. dubna 1998 do Brožíkova sálu Staroměstské radnice v Praze 1 na slavnostní předání čestného občanství hlavního města Prahy jejich předsedovi dr. Emilu Ludvíkovi. Radní tímto ocenili snahu celého občanského sdružení pomáhat Praze a demokracii.
Významnými laureáty čestné medaile T. G. Masaryka ještě před rokem 2000 jsou také katoličtí biskupové Jaroslav Škarvada, Václav Malý a kardinál Miloslav Vlk.
V jubilejním roce 2000 obdržel toto uznání rovněž významný exilový historik Jiří Kovtun.
V dobré tradici těchto významných ocenění se pokračovalo na 5. sněmu Masarykova demokratického hnutí v sobotu 12. září 2015 v Praze, kdy byl oceněn také Jaromír Šlápota, předseda Československého ústavu zahraničního za realizaci několika pomníků T. G. Masaryka v zahraničí, Mr. Guy Roberts, umělecký ředitel za účinnou spolupráci na podvečerech v divadle Kolowrat a in memoriam spisovatelé Vítězslav Houška a Miroslav Hlaváč.

### Realizace pomníků T. G. Masaryka
Na půdě MDH byla rovněž ustavena Nadace pro postavení pomníku T. G. Masaryka v Praze (dr. František Sedláček, doc. Milan Veverka, doc. Jaromír Hořec a další), starající se spolu s předsednictvem MDH nejen o pomník TGM, který byl slavnostně odhalen prezidentem Václavem Havlem na Hradčanech 7. března 2000, ale i další památníky T. G. Masaryka (Mexiko, Petrohrad, Užhorod aj.). Místopředsedové MDH doc. Jaromír Hořec a doc. Vratislav Preclík se u této příležitosti zúčastnili referáty a diskusními příspěvky mezinárodní konference o významu TGM na Pražském hradě. Oba obdrželi bronzové medaile T. G. Masaryka k tomuto 150. výročí jeho narození.
Významnou akcí v tomto roce byl i podvečer MDH ve velkém sále na Malovance v Praze 6, konaný u příležitosti 150. výročí narození Charlotty Garrigue–Masarykové, jehož se zúčastnila 28. listopadu 2000 i první dáma Dagmar Havlová.
MDH mělo také významný podíl na odhalení pomníku prezidenta Masaryka ve Washingtonu a jeho busty v Užhorodě na někdejší Podkarpatské Rusi v roce 2002.
Na hlavním nádvoří Petrohradské státní univerzity byl odhalen 31. října 2003 památník T. G. Masaryka, který na této univerzitě přednášel od května 1917 do března 1918, s jeho bustou od sochaře Josefa Vajce, rovněž s nemalým přispěním MDH.
MDH také vyjádřilo podporu v úsilí o obnovu pomníku legionáře (Hrdinů od Zborova) v Praze 4 a plukovníka Josefa Jiřího Švece v Praze 1. Toto úsilí vyvrcholilo darováním modelů těchto památníků do trvalé expozice muzea T. G. Masaryka v Lánech.

### Kluby TGM a periodické akce
Čile se rozvíjela činnost mimopražských klubů TGM (Tábor – pan Votava, České Budějovice – doc. dr. Bořivoj Petrák, starosta Sokola, Kopřivnice – pan Lubomír Hanzelka, pánové Lumír Pospěch a Luboš Sazovský, Teplice – pánové František Procházka a Pavel Koukal, Karlovy Vary – dr. Ivo Gubič, Plzeň – Mgr. Věra Míková, ředitelka gymnázia,  Užhorod – I. Latko) i klubů pražských (Nusle, Spořilov – ing. Vlad. Prchlík, čestný občan Prahy 4, Miroslav Sígl, klub Mohykán-dr. Kamil Groh a dr. Miroslav Hlaváč). Jedna ze zakládajících členek, paní Miroslava Klímová, se pokusila v roce 2000 ustavit Klub TGM v Říčanech.V témže roce se konal druhý sněm MDH (opět v sále ministerstva obrany ČR), který zvolil opět Dr. Ludvíka předsedou (místopředsedové Jiří Dienstbier, doc. Jaromír Hořec, Vratislav Preclík, Milan Veverka). V roce 2001 byl pověřen funkcí vykonávání předsedy místo nemocného PhDr. Emila Ludvíka pan doc. Vratislav Preclík, který s podporou doc. Milana Veverky a Richarda Honzoviče vedl zasedání předsednictva v paláci Dunaj na Národní třídě, kde navrhl na funkci zastupujícího předsedy doc. MUDr. Michaela Halašku, dosavadního ústředního tajemníka MDH. Ten funkci přijal a pověřil místopředsedu MDH doc. Vratislava Preclíka převzetím povinností ústředního tajemníka MDH. Třetí sněm, konaný v Sále Přítomnost v Praze 3 v březnu 2005, zvolil za ze zdravotních důvodů odstoupivšího dr. Ludvíka předsedou prof. MUDr. Michaela Halašku, Dr.Sc. a pouze tři místopředsedy (doc. MUDr. Jaroslavu Moserovou, Dr.Sc., doc. ing. Vratislava Preclíka a doc. ing. Milana Veverku, čtvrtý a pátý sněm se konal v Praze 3 v letech 2010, resp. 2015). Současně byly zahájeny přípravy v rámci soutěže „Masaryk do škol“ pro gymnázia a další střední i základní školy, ve smyslu vývoje demokracie. Masaryk tuto potřebu vyjádřil lapidárně: „Vývoj školy, v tom je vývoj demokracie“. Ideový návrh zpracoval tehdejší první místopředseda a předseda finanční komise Vratislav Preclík a soutěž se rozhodl garantovat známý historik a tvůrce pořadů o TGM v České televizi PhDr. Zdeněk Mahler. První čtyři ročníky proběhly v tomto smyslu pod Masarykovou ideou, že „demokracie se musí vyvíjet“. V roce 2012 proběhl již pátý ročník této soutěže slavnostním vyhlášením oceněných prací ve velkém sále Magistrátu hlavního města Prahy. Šestý ročník soutěže s rámcovým názvem „TGM – život, dílo a význam pro současnost“ pod záštitou Ministerstva školství, mládeže a tělovýchovy i Ústřední školní inspekce byl uzavřen slavnostním vyhlášením pod záštitou Magistrátu hlavního města Prahy v pátek 15. listopadu 2013, jehož se zúčastnilo přes sto oceněných soutěžících, dvacítka jejich učitelů, čestní hosté (MŠMT, Sokol, Skaut, ČSOL), dětský pěvecký sbor Coro Piccolo a představitelé MDH. Stejně úspěšně proběhl i 7. ročník této soutěže vrcholící slavnostním vyhlášením výsledků a oceněním účastníků ve Velkém sále pražské Nové radnice na Mariánském náměstí v den 96. výročí první prezidentské volby T. G. Masaryka v pátek 14. listopadu 2014. Nejlepší práce jsou zveřejňovány v časopise ČAS.
Soutěžní 8. ročník byl uzavřen vyhodnocením odevzdaných soutěžních prací studentů z Prahy, Plzně, Rouchovan, Kopřivnice, Kadaně (s plnou čtvrtstovkou účastníků studentů tamějšího gymnázia), Ostravy, Letovic a středočeské Hřebče a slavnostním vyhlášením v pátek 13. listopadu 2015 ve velkém sále pražského magistrátu. Slavnostního aktu se však zúčastnili i učitelé ze ZŠ Tomáše Garrigue Masaryka v Suchdole nad Lužnicí, práce jejichž žáků zvítězily v předchozích ročnících soutěže.
Celou řadu cen a uznání ve velkém sále pražského magistrátu obdrželi mladší a zejména starší plzeňští gymnazisté Masarykova gymnázia z nichž vyniká I. cena s čestnou medailí T.G.M. za práci „Životní pouť T. G. Masaryka“ (Kláry Široké, školitelka magistra Martina Walterová) a mimořádná cena za společnou práci (Anety Pellerové a Nikoly Matouškové, podloženou sociologickým průzkumem nejen v oblasti školy, ale i v plzeňských ulicích) na téma „Co víte o T. G. Masarykovi“. Tradiční účastník všech ročníků, rouchovanská základní škola (může vzhledem k věku žáků do 15 let soutěžit pouze v I. kategorii) získala I. cenu s čestnou medailí TGM (za práci Lukáše Dobeše „Spolupráce T.G, Masaryka a Edvarda Beneše“), dvě druhé a dvě třetí ceny, čtvrtou cenu s diplomem a řadu čestných uznání. Navíc žáci překvapili členy předsednictva malým dárkem, tužkou s nápisem ZŠ Tomáše Garrigue Masaryka Rouchovany. „Čest hlavního města zachránil“ I. cenou v I. kategorii José Dominik Castorena ze ZŠ Brána jazyků v Praze 1 za aktuální práci „Otvírání Ruska Evropě“, inspirovanou Masarykovou větou „přeji si Rusko mohutné, ale demokratické“. Dětský sbor Coro Piccolo sbormistryně Jany Galíkové, zpívající národní hymnu a oblíbené písně TGM i Jana Masaryka doprovázel kytarový virtuos Cyril Křeček. Slovem provázel místopředseda Masarykova demokratického hnutí doc. Vratislav Preclík (kromě nadcházejícího 97. výročí první Masarykovy volby československým prezidentem 14. listopadu 1918, zmínil i sté výročí úmrtí jeho staršího syna, českého malíře Herberta Masaryka 15. března 1915, který se nakazil tyfem od Haličských uprchlíků).
Taktéž kadaňští gymnazisté získali řadu uznání, I. cenu (Adéla Štěrbová za práci „Sokol T. G. Masaryk“, vedoucí práce Mgr. Martin Zárybnický) a dvě mimořádné ceny (hra „Putování s TGM“ Elišky Hybnerové a Anežky Levákové, a společná práce na téma „Masaryk ze všech stran“, rozsáhlá práce 19 žáků, pod vedením Mgr. Kováčové).
Úspěšný byl i ročník 9. se slavnostním vyhlášením v pátek 11. 11. 2016, garantovaným náměstkem primátorky hl. města Prahy Petrem Dolínkem a neméně úspěšný byl i již jubilejní 10. ročník se slavnostním vyhlášením v pátek 10. listopadu 2017. Novinkou byla kulturní vystoupení skupin soutěžících, z nichž zaujal pořad Základní a mateřské školy T. G. Masaryka z Rouchovan.
Jedenáctý ročník soutěže „Masaryk do škol“ byl veden v duchu stého výročí vzniku republiky a volby T. G. Masaryka prvním prezidentem, s opětovným hodnocením odevzdaných prací pěti recenzenty a vyvrcholil slavnostním vyhodnocením za účasti studentů, jejich učitelů a čestných hostů již tradičně ve velké zasedací síni Magistrátu hl. města Prahy na Mariánském náměstí v pátek 9. listopadu 2018. Účastnili se vzácní hosté (MŠMT, radnice, spolky), školitelé žáků, předsednictvo a revizní komise MDH, s tradičním moderátorem. Kromě standardních soutěžících z Plzně, Kadaně a Rouchovan, byl novinkou vyšší počet oceněných studentů z Ostravy, Masarykova gymnázia z Příboru a Českého Krumlova. Nezklamali také soutěžící ze ZŠ TGM Suchdol nad Lužnicí, Masarykovy jubilejní ZŠ Hřebeč a Masarykovy SŠ Letovice. Vítězné práce obdržely krom diplomu a finančního ocenění rovněž Masarykovu medaili. Oceněni byli rovněž školitelé žáků, jejich vedoucí učitelé a všichni přítomní, studenti i jejich školitelé, obdrželi šest knížek o T. G. Masarykovi (3 sborníky z předchozích ročníků soutěže, dvě knihy vydané ve spolupráci s MDH a jednu věnovanou nadací Janua). Zpěv národní hymny a oblíbených písní T. G. Masaryka a Jana Masaryka zajistil v tento slavnostní den sbor žáků školy Na Smetance z Prahy 2.
Slavnostní vyhodnocení a vyhlášení výsledků 12. ročníku soutěže Masaryk do škol proběhlo ve velké zasedací síni Magistrátu hlavního města Prahy na Mariánském náměstí č. 2 v pátek 22. listopadu 2019, pod záštitou ing. Mariany Čapkové, předsedkyně výboru pro výchovu a vzdělávání, za účasti pana primátora MUDr. Zdeňka Hřiba. Medaile, čestná uznání, diplomy a poděkování soutěžícím a školitelům, doplnily knižní dary (sborníky a nová vázaná kniha Masaryk a legie) a pro zasloužilé učitele rovněž makety pomníků T. G. Masaryka, jehož odhalení se v červnu 2019 na Masarykově náměstí v Budyni nad Ohří, po devadesáti letech, předsednictvo Masarykova demokratického hnutí aktivně zúčastnilo. Připomenuto bylo třicáté výročí „sametové revoluce“ v listopadu 1989 a založení Masarykova demokratického hnutí v těch dnech. Zpěv hymny a oblíbených písní rodiny Masarykovy provedl pod vedením Cyrila Křečka sbor ZŠ Na Smetance a novinkou bylo poděkování a recitování básně o TGM, zajištěné žákyněmi gymnázia z Kadaně. Také z tohoto ročníku byl vydán Sborník oceněných soutěžních prací.
Soutěžní třináctý ročník proběhl v „koronavirové době“ roku 2020, kdy byly odevzdané a přijaté práce žáků základních škol (v první kategorii) a středních škol (ve druhé kategorii) tradičně vyhodnoceny v červnu 2020 pětičlenným sborem hodnotitelů. Slavnostní vyhodnocení a vyhlášení výsledků nemohlo proběhnout tradičně ve velkém sále Magistrátu hlavního města Prahy z důvodů epidemie, avšak ceny a uznání za účast v soutěži Masaryk do škol byly předávány, také za přítomnosti představitelů MDH, na jednotlivých soutěžících školách externě. Vyhodnocení soutěže „Masaryk do škol“ podle kategorií (I. kategorie – základní školy, II. kategorie – střední školy a gymnázia) a podle úspěšnosti soutěžících (1. až 4. cena, mimořádné ceny, mimořádné ceny pro kolektiv žáků a poděkování za úspěšnou účast), bylo publikováno v časopise Čas.
Přihlášené, registrované a odevzdané soutěžní práce čtrnáctého ročníku „Masaryk do škol“ byly posouzeny pětičlennou hodnotitelskou komisí a na její poradě ve středu 25. srpna 2021 ohodnoceny. Slavnostní vyhlášení výsledků soutěže bylo předpokládáno již opět ve Velké síni Magistrátu hlavního města Prahy na Mariánském náměstí v pátek 26. listopadu 2021. V pátek 12. listopadu 2021 bylo však, vzhledem k náhle se horšící epidemické situaci, rozhodnuto i pro tento ročník vyhlásit výsledky soutěže a předat ocenění opětovně osobně, na jednotlivých soutěžících školách. To bylo provedeno 1. a 2. prosince v Čechách (Suchdol nad Lužnicí, Třeboň, Kadaň) a v pondělí 6. prosince 2021 na Moravě (Olomouc, Příbor, Kopřivnice, Ostrava).
Byly odevzdány a přijaty soutěžní práce jubilejního 15. ročníku s finálním vyhodnocením pětičlennou komisí včetně stanovení cen ve čtvrtek 25. srpna 2022 s předpokládaným vyhlášením a předáním soutěžícím a jejich učitelům v zasedací síni Magistrátu hlavního města Prahy na Mariánském náměstí 2 v pátek 25. listopadu 2022.
Ve čtvrtek 1. září 2022 byl vyhlášen již 16. ročník literární soutěže žáků a studentů "Masaryk do škol". Téměř stovka přijatých prací byla předána pěti členům hodnotitelské komise k posouzení a klasifikaci (konečný termín hodnocení a určení cen 7. září 2023 proběhlo již v nové kanceláři MDH č. 516 na Senovážném nám. 23). Slavnostní vyhlášení výsledků soutěže "Masaryk do škol" proběhlo opět v zasedací síni Magistrátu Hl. m. Prahy na Mariánském nám. 2 ve čtvrtek 23. listopadu 2023 za účasti téměř stovky soutěžících a jejich učitelů, členů předsednictva MDH a hodnotitelů (předseda Josef Dolista, místopředsedové František Dobšík, Vratislav Preclík a Bc. Erik Lukas z Prahy, Luboš Sazovský z Kopřivnice a další), zástupce MŠMT (státní tajemník Ondřej Andrys), zástupci spolků (Vojtech Čelko za Společnost Milana Rastislava Štefánika, Jan Vlasák za Sokol a Sbor pro obnovu pomníku hrdinům od Zborova) a sponzorů. Slavnost po české státní hymně zahájil současný předseda profesor Josef Dolista a po předání cen a proslovech hostů zakončil emeritní předseda Prof. MUDr. Michael Halaška, Dr.Sc. vtipným vyprávěním z počátků MDH, kdy fungoval též jako tlumočník tehdejších spoluzakladatelů PhDr. Emila Ludvíka a JUDr. Josefa Patejdla (o pejskovi paní velvyslankyně Shirley Temple Blackové při jednání na velvyslanectví USA v Praze a o setkání s premiérkou Margaret Thatcherovou). Proti předchozím kovidovým a postkovidovým rokům se účastnil větší počet škol a některé základní školy se zúčastnily soutěže vůbec poprvé (např. ZŠ Chatrlotty Masarykové v Praze 5 - Velké Chuchli, skupina pana učitele Mgr. Tomáše Hromádky získala jednu druhou, jednu čtvrtou cenu a dvě poděkování).  
Sedmnáctý ročník literární soutěže "Masaryk do škol" byl vyhlášen počátkem roku 2024. Přihlášené, registrované a odevzdané práce byly předány členům hodnotitelské komise. Finální hodnocení proběhlo koncem října (novinkou je zavedená 5. cena), slavnostní vyhodnocení v Nové radnici na Mariánském náměstí 2 v pátek 6. prosince 2024 za účasti více než 100 soutěžících. Současně byl vyhlášen osmnáctý soutěžní ročník.
V pátek 10. září 2021 jednal v zasedacím sále na Senovážném náměstí 23 v Praze 1 po ročním odkladu VI. celorepublikový sněm MDH, zvolil novým předsedou profesora Josefa Dolistu a stanovil program Masarykova demokratického hnutí na období 2022 až 2026. Volbou byli potvrzeni stávající místopředsedové MDH Mgr. František Dobšík a doc. Vratislav Preclík i výkonná tajemnice Mgr. Jindřiška Nevyjelová (jako zaměstnanec MDH). Odstupující předseda MDH Prof. MUDr. Michael Halaška, Dr.Sc. byl zvolen předsedou kontrolní komise (čestná funkce ústředního tajemníka MDH byla zrušena již v roce 2005).
V rámci spolupráce se Sokolem (řada podvečerů v divadle Kolowrat) nabídlo vedení ČOS Masarykovu demokratickému hnutí k využití pro podvečery od září 2013 prostory v Michnovském paláci (Tyršově domě), počínající kulatým stolem na téma „T. G. Masaryk – humanista, sokol“ ve čtvrtek 19. září 2013.
Do přednáškového sálu č. 417 v Klubu techniků na Novotného lávce 5 v Praze 1 se podvečery vrátily v úterý 25. února 2014 panelovou diskusí s předními historiky a publicisty (Miloš Havelka, Pavel Kosatík, Josef Tomeš a Michal Pehr, moderoval Vratislav Preclík) na téma „Evropská myšlenka v díle T. G. Masaryka“, ve spolupráci s Evropským hnutím v České republice.Ve spolupráci s EH v ČR tam v přednáškovém sále č. 318 proběhl ve čtvrtek 14. června 2018 úspěšný podvečer před 16. všesokolským sletem na téma „Masaryk a SOKOL“ (lektoři doc. Vratislav Preclík, Ing. Vladimír Prchlík, čestný občan Prahy 4) s malou výstavkou Sokolské historie. V témže sále se uskutečnil ve čtvrtek 15. listopadu 2018 další podvečer Masarykova demokratického hnutí „Metropole české Ameriky“ (přednášející Martin Nekola) v němž místopředseda Vratislav Preclík v úvodu připomenul okolnosti první volby Tomáše Garrigua Masaryka prezidentem republiky 14. listopadu 1918, právě před sto lety, ještě za Masarykova pobytu v Americe (postaral se nejen o uznání prozatímní vlády, tvorbu Washingtonské deklarace, ale i účinnou pomoc československým legionářům zejména v Rusku, k čemuž mu dopomáhali jeho američtí přátelé i čeští krajané).
Z trvalých periodických akcí Klubů T.G.M Masarykova demokratického hnutí nutno vyzdvihnout publicistický pořad „Myšlenky T.G.M a současnost“, organizovaný každoročně Klubem T. G. Masaryka v Kopřivnici. V devadesátých letech dvacátého století se jej, kromě členů předsednictva MDH, také účastnily osobnosti z okruhu prezidenta Václava Havla (Ivan Medek, Ladislav Špaček, Kopřivnický rodák, Jaroslav Šafařík z KPR, Jiřina Šiklová). Jeho již 15. ročník se konal v úterý 24. dubna 2012 ve velkém sále Kulturního domu v Kopřivnici za účasti známých publicistů (Zbygniew Czendlik, Martin Komárek), redaktorů Radia 6, členů Klubů T.G.M, předsednictva Masarykova demokratického hnutí, představitelů města a široké veřejnosti. Součástí poutavého odpoledního programu byl i hudební doprovod na jevišti sálu, také s tradiční interpretací oblíbené Masarykovy písně Ach synku, synku, při níž se aktivně zapojili všichni přítomní. Připomenuli si též sté výročí českého skautingu, který byl profesorem Masarykem již před první světovou válkou podporován (člen předsednictva Masarykova demokratického hnutí dr. Jiří Navrátil, místostarosta Junáka, se v právě tento výroční den účastnil jubilejního pořadu v České televizi). Od podzimu 2018 byl pořad rozšířen o „Pressování s T. G. Masarykem“, v němž významní hosté a reportéři (Radko Kubičko, Václav Moravec, Tomáš Hradílek a další) reagují na vzájemné dotazy i otázky přítomné veřejnosti. Pravidelně se akcí MDH v Kopřivnici účastnili Pavel Pecháček, Jiří Ješ, kteří pomáhali otvírat dveře dalším významným hostům, jimiž byli Lída Rakušanová, Jan Ruml, František Václav Lobkowicz, Jan Graubner, Petr Pithart, Jiřina Šiklová, Ivan Medek a rovněž účast členů předsednictva MDH byla samozřejmostí.   
Klub TGM v Užhorodě od roku 1998 vydává každoročně Náš kalendář, informující nejen o dění v Masarykově demokratickém hnutí (mj. články T. G. Masaryk a jeho legionáři právě před sto lety, Masaryk a Podkarpatská Rus aj. v ročníku 2018) a další publikace. Klub rovněž oslavil v září 2019 spolu s delegací předsednictva MDH 100 let přihlášení se Rusínů k Československému státu (tzv. Užhorodským memorandem 8. května 1919) a mezinárodního uznání tohoto připojení (10. září 1919 jako země Podkarpatskoruské, stanovení hranic Trianonskou mírovou smlouvou 4. 6. 1920). V úterý 26. března 2019 proběhl v Praze na Novotného lávce 5 (v posluchárně 213) podvečer MDH s názvem „T. G. Masaryk a Podkarpatská Rus“, mapující nejen působení profesora Tomáše Masaryka při obrození Rusínů právě před sto lety (Filadelfské memorandum, Scrantonská rezoluce, Užhorodské memorandum), ale rovněž památky na Masarykovu republiku a současný stav na tomto území. V úterý 21. září 2021 odhalilo Masarykovo demokratické hnutí v Zemském domě (dnes Muzeum) pamětní dvojjazyčnou desku, na památku stého výročí návštěvy TGM v Užhorodě a Masarykova projevu z balkonu této tehdy "vládní" budovy.

### Putovní výstava Odkaz T. G. Masaryka dnešku
Putovní výstava o T. G. Masarykovi zahájila 7. března 2014 v Městském muzeu v České Lípě s uctěním jeho památky u busty TGM na budově magistrátu na českolipském Masarykově náměstí s projevy před shromážděnou veřejností (delegace MDH byla také přijata na radnici vedením města), pokračovala v Liberci a na školách v Praze. Do října 2014 byla k vidění v prostorách Senátu Parlamentu ČR (Valdštejnský palác), kde ji 20. srpna 2014 zahájil předseda senátu Milan Štěch. Pod názvem Masarykův odkaz byla poté zahájena vernisáží za účasti předsednictva MDH v Oblastním muzeu v Brandýse nad Labem na Masarykově náměstí v úterý 28. října k 96. výročí vzniku ČSR s následným položením věnců a kytic u bronzové sochy T. G. Masaryka sochaře Břetislava Bendy před budovou Pedagogické fakulty UK. Poprvé od znovuodhalení tohoto pomníku v roce 1993 (skrytého předtím po téměř 20 let pod uhlím a starými pneumatikami ve sklepích nelahozeveského zámku) se u něj zejména zásluhou předsednictva MDH opět zpívala i česká a slovenská hymna, což bylo oceněno zejména místními krojovanými Sokoly. Byla uctěna památka padlých Sokolů a obětí v obou světových válkách. Část delegace poté uctila v tento svátek naší republiky i památku knížete sv. Václava v chrámech blízké Staré Boleslavi. V roce 2015 putovala výstava do Plzně a Kadaně, v únoru a březnu 2016 do Zlína a v pondělí 21. března 2016 byla slavnostně zahájena dvěma přednáškami doc. Vratislava Preclíka v posluchárně Gymnázia na Jiráskově náměstí v Trutnově. U této příležitosti si studenti sami (pod vedením svých učitelů) vyzdobili školu vhodnými citáty z Masarykových prací.
Na jaře 2017 uvítal putovní výstavu „Masarykův odkaz“ již podruhé Baťův Zlín s úvodním proslovem Aleny Gajdůškové a poté byly pořízeny věrné kopie 13 výstavních panelů pro instalace v Kanadě a Spojených státech.
V roce 2015 cesta zdařilé výstavy o Prezidentu Osvoboditeli pokračovala expozicí na Masarykově gymnáziu v Plzni a v Kadani. V tomto roce se vrátily tradiční podvečery do divadla Kolowrat na Ovocném trhu v Praze 1, ne již pod patronací pražského Národního divadla (majitele Kolowratu před restitucí), jako dříve, ale s pochopením vedení Anglického divadla, které zařízení provozuje.
V roce 2018 uvítalo putovní výstavu Kulturního a společenského odkazu T. G. Masaryka s historií MDH již v lednu jako první jihočeské Milevsko. V dubnu byla putovní výstava MASARYKŮV ODKAZ převezena do Zlína a Slušovic; zahraniční verse výstavy pokračovala úspěšně v Kanadě. Bylo schváleno a dohodnuto další putování výstavy po České republice 2018: 14. srpen – 14. září Galerie KVĚT Světlá n.S., 15. září – 24. říjen GALERIE Poděbrady, 25. říjen – 19. listopad MěÚ a SEŠ Kostelec nad Orlicí, s připomenutím návštěvy prezidenta Osvoboditele T. G. Masaryka v Kostelci s odhalením jeho pomníku k 100. výročí jeho republiky. V září 2020 se výstava dík aktivitě Klubu TGM Kopřivnice vrátila na Moravu a byla instalována v Kulturním domě v Tiché u Nového Jičína. Putovní výstava o TGM bude v květnu 2022  instalována na zámku v Hluboši u příležitosti založení nového klubu Masarykova demokratického hnutí, klubu TGM Hluboš. Zájem o putovní výstavu projevil také Frenštát pod Radhoštěm. V září 2023 byla putovní výstava instalována ve škole Charlotty Masarykové ve Velké Chuchli a poté v Kopřivnici, kde bude v Klubu TGM trvale uložena.

### Odhalení pomníku Dr. Miladě Horákové
V pondělí 16. listopadu 2015 byla delegace Masarykova demokratického hnutí přítomna odhalení nového pomníku dr. Milady Horákové ve Sněmovní ulici (Pětikostelní náměstí) s položením oficiální kytice se stuhami, někteří členové delegace zakoupili ještě soukromě kytice růží k uctění památky dr. Milady Horákové za účasti její dcery Jany Kánské v předvečer památky 17. 11. 1939 a 1989 (tradičně jsou navštěvovány i pietní akty kolem 27. června u pomníku obětem zločinů komunismu na Újezdě, v Nuslích a na Vyšehradě u symbolického hrobu Milady Horákové (účastní se pravidelně i probošt Vyšehradské kapituly P. Doc. Ing. Dr. Aleš Opatrný), jejíž sestra Věra Tůmová byla až do konce svého života aktivní členkou Masarykova demokratického hnutí).

### Výroční akce
Tradicí bylo a je rovněž pořádání vzpomínkových a pietních akcí v době Masarykovských výročí (7. březen, 14. září) zejména v Praze na Hradčanském náměstí a Lánech. Pravidelná je nejen účast členů předsednictva na pietních aktech na lánském hřbitově, ale i v Muzeu T. G. Masaryka. Tradice, přerušená koronavirovým rokem 2020, kdy bylo položení věnce Masarykova demokratického hnutí ve výroční dny provedeno individuálně, byla obnovena 14. září 2021 opět hromadným zájezdem nově zvoleného předsednictva MDH do Lán, k uctění 84. výročí skončení pozemské pouti Prezidenta Osvoboditele, ale také k 135. výročí narození jeho syna Jana. Vzpomenut byl rovněž 14. listopad 1918, den volby T. G. Masaryka prvním prezidentem Československé republiky v prostorách nynější poslanecké sněmovny Parlamentu ČR ve sněmovní ulici v Praze 1. V akcích se pokračovalo i ve spolupráci s ostatními demokratickými společnostmi a organizacemi.
Připomínán je také 28. říjen a sobota 21. prosince 1918, den návratu prezidenta Masaryka do Prahy. Také 28. října 2018, v den stého výročí Československé republiky, položila delegace předsednictva Masarykova demokratického hnutí věnce u pomníku Milana Rastislava Štefánika na Petříně, Edvarda Beneše na Loretánském náměstí a Tomáše Garrigua Masaryka na Hradčanském náměstí v Praze. Připomínán je i den narození manželky T. G. Masaryka Charlotty Garrigue Masarykové, 20. listopad 1850. A také sté výročí skončení její pozemské pouti 13. května 2023.

### Vzpomínka na Jana Masaryka
Masarykovo hnutí si pravidelně připomíná památku Jana Masaryka. Vždyť i jeden z jeho tajemníků, dr. Antonín Sum, byl aktivním členem hlavního výboru MDH. V sobotu 10. března 2018 zorganizovalo za pomocí TV Prima vzpomínkové shromáždění, připomínající 70. výročí skončení pozemské pouti Jana Masaryka u pomníku jeho otce na Hradčanském náměstí v Praze. Po zajímavých projevech, kulturním programu a zpěvu české i slovenské hymny, položili představitelé Masarykova demokratického hnutí věnec se stuhami a nápisy k poctě Jana Masaryka u tohoto pomníku a spolu se shromážděnými občany se odebrali do Černínského paláce, k uctění památky položením kytice Masarykova demokratického hnutí na místě tragédie.

### Ostatní
Masarykovo demokratické hnutí také prokazuje úctu prezidentu Václavu Havlovi, jako svému hlavnímu zakladateli, u jeho místa posledního odpočinku u kostela sv. Václava na pražském vinohradském hřbitově (narození 5. října, úmrtí 18. prosince) . Hlásí se rovněž k odkazu Jana Palacha (16. a 19. ledna, 11. srpna) i jeho následovníka Jan Zajíce (25. února). A také k filozofii Masarykova nejznámějšího žáka Edvarda Beneše. Připomíná se také u jeho pomníku poblíž Černínského paláce v Praze (28. května) a místě posledního odpočinku v Sezimově Ústí (3. září). Ctí rovněž sokolskou, skautskou a legionářskou tradici. A také odkaz "Dne boje studentů za svobodu a demokracii", 17. listopadu 1939 a 1989, bez nějž by Masarykovo demokratické hnutí nevzniklo. Za důležitou osobnost ve vztahu k TGM je považován rovněž Antonín Švehla, další "muži 28. října" (dr. Alois Rašín) i prof. MUDr. Eduard Albert (1841–1900), Masarykův přítel s nímž trávil také dovolenou a po němž je pojmenován Albertov, novoměstská lokalita na dolním konci Nuselského údolí, kde 17. listopadu 1989 začala "Sametová revoluce".
Masarykovo hnutí také ctí a připomíná památku Masarykova spolubojovníka při založení RČS a tvorbě československých legií za první světové války generála dr. Milana Rastislava Štefánika, nejen účastí na pietních aktech. Také sté výročí skončení jeho pozemské pouti během letu z Itálie do Bratislavy v roce 1919 si připomenulo předsednictvo MDH u jeho sochy na Petříně před pražskou Štefánikovou hvězdárnou za účasti senátora Pavla Fischera, slovenského velvyslance a dalších vzácných hostí. Tuto památku si MDH na Petříně 4. května připomíná každoročně, spolu se společností M. R. Štefánika.
Předsednictvo MDH ctí a vzpomíná odkazu, který zanechal Jan Palach (již zesnulá dlouholetá tajemnice MDH paní Mgr. Jindřiška Nevyjelová byla přímým svědkem Palachova činu 16. ledna 1969 na Václavském náměstí v Praze) v památné lednové dny (16.1. a 19.1.) i ve výroční den jeho narození (11. srpen 1948).
MDH ctí a připomíná oběti komunistické zvůle Josefa Toufara (25.2.1950), Josefa Hloucha (10.6.1972), Štěpána kardinála Trochtu, vězně několika koncentračních táborů (6.4.1974), Jana Patočku, prvního mluvčího Charty 77 (13. 3. 1977) a památku dalších (nejen u památníku na Újezdě v Praze), z nichž mnozí bojovali také proti fašismu. Vyjádřilo rovněž podporu nezávislé Ukrajině.
Členové předsednictva MDH se na pozvání primátora hlavního města Prahy Zdeňka Hřiba (který, v případě možnosti, přislíbil účast na slavnostním vyhodnocení 12. ročníku literární soutěže Masaryk do škol) a vedení ČSOL zúčastnili uctění památky padlých na vzpomínkové slavnosti u příležitosti 74. výročí zahájení Pražského povstání českého lidu, konané 5. 5. 2019 na Staroměstském náměstí, v Křížové chodbě s položením věnců a kytic v kapli pod věží Staroměstské radnice v Praze 1. Od roku 2018 se zástupci předsednictva MDH účastní též vzpomínkového shromáždění připomínajícího počátek okupace českých zemí s obsazením Masarykovy republiky a zahájení odboje proti okupantům v roce 1939. Také ve středu 15. března 2023 se slavnosti s projevy, kladením věnců a kytic k pomníku Tomáše Garrigua Masaryka na Hradčanském náměstí na Pražském hradě zúčastnili mj. předseda Senátu Parlamentu ČR  Miloš Vystrčil a za MDH místopředseda Vratislav Preclík a "Sokolský praporečník" Jan Vlasák. Připomínána je rovněž okupace 21. srpna 1968 a 17. listopad 1939 a 1989 účastí na vzpomínkových akcích. Největší akcí tohoto druhu byla oslava 10. výročí „Sametové revoluce“ na níž členy prezídia MDH pozval pan prezident Václav Havel na Pražský hrad 17. listopadu 1999. Doprovodného programu ve Vladislavském sále a následné recepce v prostorách Hradu se zúčastnila nejen první dáma, ale i významní zahraniční hosté (americký prezident George Bush starší, Margaret Thatcherová, Helmut Kohl, François Mitterrand, Michail Gorbačov) a církevní představitelé (Miloslav kardinál Vlk). Další pozvání celého předsednictva MDH (včetně manželek) od pana prezidenta Václava Havla na Pražský hrad přišlo u příležitosti oslav 150. výročí narození Tomáše Garrigua Masaryka 7. března 2000. Po ranní cestě do Lán nejprve na výstavu o TGM v Královském paláci, poté na odhalení pomníku TGM na Hradčanském náměstí (panem prezidentem a   Madeleine Albrightovou) s následným slavnostním shromážděním ve Vladislavském sále Hradu. 
Současný předseda Masarykova demokratického hnutí je Prof. Dr. Josef Dolista, Ph.D., LL.M., Dr.h.c. (vedl přednášky na podvečerech MDH , byl členem hodnotitelské komise soutěže "Masaryk do škol", obnovil Klub TGM Masarykova demokratického hnutí v Českých Budějovicích aj.) a místopředsedy byli na VI. sněmu MDH v Praze 10. září 2021 zvoleni Mgr. František Dobšík, doc. Ing. Vratislav Preclík, CSc. a Erik Lukas, který později převzal agendu po zesnulé paní výkonné tajemnici Mgr. Jindřišce Nevyjelové.
Vzhledem k rekonstrukci paláce Sylva-Taroucca a přestavbě přilehlého Savarinu v Praze 1, Na Příkopě 10, změnilo Masarykovo demokratické hnutí v závěru roku 2022 svoje pražské sídlo (Praha 1, Senovážné nám. 23).